# Столац (Вишеград)
Столац (серб. Столац / Stolac) — село в общине Вишеград Республики Сербской Боснии и Герцеговины. В настоящее время село необитаемо.